# Adénor de Thouars
Adénor ou Aénor ou Ainor de Thouars est née vers 1055 et décédée en 1093. Elle est la fille de Aimery IV de Thouars, vicomte de Thouars et de Aremgarde de Mauléon. Elle se marie à Boson II de Châtellerault et a pour fils Aimery Ier de Châtellerault,.

## Éléments biographiques
Adénor ou Aénor ou Ainor de Thouars (qui apparait dans les chartes de son temps sous les graphies Adenors, Aenoris, Ainoris, Ainorde, Adenorde, Ainors, Adenoris,, Adenordis) est la fille d'Aimery IV de Thouars et d'Aremgarde de Mauléon (premier mariage d'Aimery IV),.
Durant l'enfance d'Adénor, son père le vicomte de Thouars multiplie les engagements à la fois militaires et politiques, prêtant son concours successivement en 1055 à Geoffroy Martel, comte d'Anjou contre Guillaume II, duc de Normandie, puis en 1064 à Guillaume VIII, duc d'Aquitaine dans l'expédition contre Barbastro, puis jouant un rôle décisif en 1066 dans le succès de Guillaume II, duc de Normandie, qui s'empare du trône d'Angleterre,.

## Mariage et descendance
Elle est mariée à Boson II, vicomte de Châtellerault, par sa famille. 
Les unions maritales dans la noblesse poitevine du XIe siècle répondent souvent à des stratégies familiales, sans que les intéressées aient de grandes possibilités de choix. Sa sœur cadette, Hildegarde, est mariée à Hugues VI de Lusignan. Ce mariage entre l'une des filles du vicomte de Thouars et un fils Lusignan appelé à devenir le seigneur de Lusignan, participe là aussi à une arborescence de lignages, construite délibérément par cette famille très entreprenante des Lusignan pour favoriser son ascension,.
De cette union naissent :
- Aimery Ier de Châtellerault[9], né vers 1075. Ce vicomte de Châtellerault est par ailleurs un des grands-pères d'Aliénor d'Aquitaine, reine de France puis reine consort d'Angleterre[14];
- Boson ;
- Pierre ;
- Acfred ;
- Gisberge (Gerberge) ;
- Une fille N.[15]

Adénor de Thouars meurt en 1093 (tout comme son père qui fut assassiné cette même année 1093).